# Elbert Hubbard
Elbert Green Hubbard (Bloomington, 19 de junho de 1856 — Oceano Atlântico, RMS Lusitania, 7 de maio de 1915) foi um filósofo e escritor norte-americano. Famoso por ser o autor do famoso ensaio "Mensagem para Garcia".
Ele e sua segunda esposa, Alice Moore Hubbard, morreram a bordo do RMS Lusitania, quando este foi afundado por um submarino alemão na costa da Irlanda, em 7 de maio de 1915.

## As crenças religiosas e políticas
Eu sou um anarquista. Todos os homens bons são anarquistas. Todos os homens bondosos;  cultos e justos são anarquistas. Jesus era um anarquista.

Elbert Hubbard, A Message to Garcia and Thirteen Other Things p.147
Hubbard descreveu a si mesmo como um anarquista e socialista. Ele acreditava na liberdade social, econômica, política, mental e espiritual.
Hubbard escreveu em 1910 uma crítica da guerra, da lei e do governo no ensaio Jesus era um anarquista. Originalmente publicado como A Melhor Parte na sua obra Uma mensagem a Garcia e Treze Outras Coisas. Ernest Howard Crosby descreveu este ensaio de Hubbard como "A melhor coisa que Elbert já escreveu".

## Principais obras
- Forbes of Harvard (1894)
- No Enemy But Himself (1894)
- Little Journeys to the Homes of Good Men and Great (1895–1910)
- The Legacy (1896)
- Mensagem a Garcia (1899)
- A Message to Garcia and Thirteen Other Things (1901)
- Love, Life and Work (1906)
- White Hyacinths (1907)
- Health and Wealth (1908)
- The Mintage (1910)
- Jesus Was An Anarchist (1910), also published as The Better Part
- Elbert Hubbard's Scrap Book (1923)